# Keuka Inlet
Keuka Inlet – rzeka w Stanach Zjednoczonych, w stanie Nowy Jork, w hrabstwie Steuben. Długość rzeki nie jest określona, natomiast powierzchnia zlewni wynosi 65 km². Rzeka bierze swój początek rozdzielając się od strumienia Cold Brook. Keuka Inlet wpływa do jeziora Keuka i jest jedną z 4 rzek zasilających to jezioro. 